# Gunnar Sønsteby
Gunnar Fridtjof Thurmann Sønsteby (11. ledna 1918 Rjukan – 10. května 2012 Oslo) byl norský odbojář za druhé světové války. Vystupoval pod krycími jmény Erling Fjeld nebo Kjakan („Brada“).
Vystudoval ekonomii na Univerzitě v Oslu a pracoval jako účetní. V době operace Weserübung se zúčastnil obrany Ringerike. Po kapitulaci Norska se zapojil do odbojové činnosti a vydával ilegální noviny Vi vil oss et land. Přešel pak hranice do Švédska, kde se stal agentem č. 24 britské Special Operations Executive. V Anglii absolvoval výcvik v jednotce Kompani Linge a v říjnu 1943 byl shozen padákem do Norska, kde se připojil k hnutí Milorg. Vedl sabotážní skupinu Oslogjengen, která potápěla německé lodě, zaútočila na muniční továrnu v Kongsbergu, narušovala železniční dopravu, zabíjela udavače, vyhodila do vzduchu sídlo pracovního úřadu v Oslu a kradla potravinové lístky. Sønsteby se také podílel na atentátu na šéfa kolaborantské policie Karla Marthinsena.
Po válce nastoupil k osobní stráži prince Olafa V., ale odmítl vstoupit do tajné služby a odešel do USA, kde vystudoval Harvard Business School a byl zaměstnán u Standard Oil. Do Norska se vrátil v roce 1949, pracoval jako manažer v rejdařství Erling Lorentzena a ve firmě Scancopter. Působil také v Muzeu norského odboje a pořádal přednášky o svých válečných akcích. Byl vyznamenán americkou Medailí svobody, britskou medailí Za obranu, Řádem svatého Olafa a jako jediná osoba v historii válečným křížem se třemi meči. V historickém filmu Max Manus ztvárnil postavu Sønstebyho Knut Joner. Na náměstí Solli plass v Oslu se nachází jeho pomník zvaný „Muž na kole“, který vytvořil Per Ung. Po jeho smrti v roce 2012 se v katedrále v Oslu konal státní pohřeb. Od roku 2015 se uděluje za obranu demokratických hodnot cena Sønstebyprisen.